# Losseplads
En losseplads er et sted, hvor der deponeres affald (læsse af = losse).
I Danmark er de fleste egentlige lossepladser afløst af genbrugspladser, hvorfra affaldet fjernes i stedet for at afbrændes som ofte gjorde tidligere.
Trods massive oplysningskampagner fra staten og renholdningsselskaber er der forbavsende mange der stadig tror at alt affaldet brændes samlet, selv om de har sorteret affaldet i forskellige containere. Det er sjældent tilfældet, idet kun urent glas, jord, letbeton, blød PVC, asbest og urent gips sendes til deponi. Resten genbruges på flere måder. Se evt. under genbrugsplads.

## Historisk

### Affaldets omfang
I begyndelsen af 1970'erne blev det opgjort, at den årlige mængde indsamlet fast affald udgjorde omkring 3 mio. t, hvoraf halvdelen var husholdningsaffald, mens industriens faste affald udgjorde skønsmæssigt 10-15%, og slam fra de daværende spildevandsanlæg udgjorde omkring 10%. Medvirkende til væksten i 1960'erne og begyndelsen af 1970'erne var en voksende brug af engangsemballage af papir, plast og blik. Det blev beregnet, at affaldsmængden ville vokse med 2-4% om året. Samtidig skønnedes det, at mængden af slam som følge af udbygningen af rensningsanlæg ville vokse med 20% om året.
Der fandtes i Danmark i 1970 omkring 1200 lossepladser, der ofte var uhensigtsmæssige på grund af faren for forurening af grund- og overfladevand. Det førte omkring samme tidspunkt til nye bestemmelser om beliggenhed, indretning og drift i form af "kontrollerede lossepladser". Det skønnedes, at der ville være behov for omkring 125 kontrollerede lossepladser.

### Affaldssortering
Datidens stigende miljøbevidsthed gjorde, at der i stigende omfang blev etableret ordninger med sortering af affaldet i:
papir og pap,
glas (farvet og ufarvet for sig),
metal,
bioaffald,
indpakningsmaterialer (plast),
foruden særlige ordninger for indsamling af "farligt affald" med specielle metaller eller kemikalier (fx batterier), lige som industrikemikalieaffald skulle afleveres til og behandles på Nordgroup ved Nyborg.